# Venturia palmaris
Venturia palmaris är en stekelart som först beskrevs av Wilkinson 1928.  Venturia palmaris ingår i släktet Venturia och familjen brokparasitsteklar. Inga underarter finns listade i Catalogue of Life.